# Félix Varela
Félix Varela y Morales (L'Avana, 20 novembre 1788 – Saint Augustine, 25 febbraio 1853) è stato un filosofo cubano.
Prelato, fu il primo esportatore a Cuba del pensiero moderno. Esiliato per le sue idee d'avanguardia, si rifugiò a Philadelphia e poi a New York.

## Biografia
Cubano, fu ordinato sacerdote all'età di 23 anni e un anno dopo ebbe la nomina a professore di filosofia, fisica ed etica nel seminario dell'Avana. Ebbe così numerosi allievi cubani illustri quali José Antonio Saco, Domingo del Monte, José de la Luz y Caballero e Felipe Poey. Meno di dieci anni dopo fu eletto deputato e inviato a Madrid, presso le Cortes come rappresentante di Cuba. Qui propose leggi quali la dotazione di un governo per i territori oltre oceano, la loro indipendenza e l'abolizione dello schiavismo, ma nessuna di queste fu accolta e nel 1823, tornato in Spagna l'assolutismo monarchico e condannato alla pena capitale, lasciò il paese ma, non potendo rientrare a Cuba, si stabilì negli Stati Uniti e da New York continuò la sua battaglia, assumendo la direzione della rivista El Habanero (1824-1826).
Nel 1837 Varela fu nominato Vicario generale dell'Arcidiocesi di New York, che allora comprendeva tutto lo stato di New York e la metà settentrionale dello stato del New Jersey. In questa posizione egli ebbe un ruolo determinante nel comportamento della Chiesa Americana di fronte al terribile problema dei profughi irlandesi, che sorse proprio in quel periodo. Il suo desiderio di aiutare queste persone si complementò con il suo particolare dono per le lingue, che gli consentì d'impadronirsi rapidamente della lingua irlandese e quindi di poter comunicare molto efficacemente con quei poveri diseredati al loro arrivo negli Stati Uniti.
Nel 1848, affetto da asma e logorato dall'intenso lavoro, si trasferì in Florida, a Saint Augustine, ove morì cinque anni dopo. La sua salma è stata traslata nell'Aula Magna dell'Università dell'Avana. È stato nominato venerabile dalla Chiesa cattolica. Nel 1981 il governo di Cuba ha creato l'ordine Felix Varela, la maggiore onorificenza del Paese.